# Mimosa Jallow
Mimosa Jallow (Jyväskylä, 17 juni 1994) is een zwemmer uit Finland.
Ze bezit meerdere Finse nationale records, op de vrije slag en de 50 meter vlinderslag.
Op de Europese kampioenschappen zwemmen 2018 behaalde ze de bronzen medaille op de 50 meter rugslag.
Op de Olympische Zomerspelen van Rio de Janeiro in 2016 zwom Jallow de 100 meter rugslag en de 4x100 meter wisselslag vrouwen.
Op de Olympische Zomerspelen van Tokio in 2021 zwom Jallow de 100 meter rugslag, waarin ze 17e werd.